# Course en ligne élites aux championnats de France de cyclisme sur route 2013
La course en ligne masculine des championnats de France de cyclisme sur route 2013 a lieu le 23 juin 2013 à Lannilis, en Bretagne.

## Participation
Tous les coureurs bénéficiaires d'un statut de cycliste professionnel sont autorisés à participer à ce championnats. Les coureurs des équipes appartenant aux World Tour, des équipes continentales professionnelles et des équipes continentales se disputent le titre de Champion de France. Seuls deux coureurs sont absents au départ : Clément Lhotellerie de l'équipe Colba-Superano Ham et Amaël Moinard de l'équipe BMC Racing qui préfère se consacrer à sa préparation en vue du Tour de France.

### Équipes représentées
| Nom de l'équipe         | Pays       | Code |
| ----------------------- | ---------- | ---- |
| AG2R La Mondiale        | France     | ALM  |
| Argos-Shimano           | Pays-Bas   | ARG  |
| Euskaltel Euskadi       | Espagne    | EUS  |
| FDJ                     | France     | FDJ  |
| Omega Pharma-Quick Step | Belgique   | OPQ  |
| RadioShack-Leopard      | Luxembourg | RLT  |
| Vacansoleil-DCM         | Pays-Bas   | VCD  |

| Nom de l'équipe              | Pays     | Code |
| ---------------------------- | -------- | ---- |
| Accent Jobs-Wanty            | Belgique | AJW  |
| Bretagne-Séché Environnement | France   | BSE  |
| Cofidis                      | France   | COF  |
| Europcar                     | France   | EUC  |
| IAM                          | Suisse   | IAM  |
| Sojasun                      | France   | SOJ  |

| Nom de l'équipe         | Pays        | Code |
| ----------------------- | ----------- | ---- |
| Atlas Personal-Jakroo   | Suisse      | ARH  |
| BigMat-Auber 93         | France      | BIG  |
| BKCP-Powerplus          | Belgique    | BKP  |
| Bridgestone Anchor      | Japon       | BGT  |
| Colba-Superano Ham      | Belgique    | CMD  |
| Differdange-Losch       | Luxembourg  | CCD  |
| Etixx-iHNed             | Tchéquie    | ETI  |
| La Pomme Marseille      | France      | LPM  |
| NSP-Ghost               | Allemagne   | NSP  |
| Raleigh                 | Royaume-Uni | RAL  |
| Roubaix Lille Métropole | France      | RLM  |
| Telenet-Fidea           | Belgique    | TFC  |

## Favoris
Comme sur chacun des Championnats de France, l'un des principaux favoris dans la course au maillot tricolore est Thomas Voeckler. Mais sur un parcours aussi spécifique que celui de Lannilis, il devra faire face à des coureurs comme Sylvain Chavanel, ses coéquipiers chez Europcar Damien Gaudin, Sébastien Turgot et Bryan Coquard, l'armada FDJ avec notamment Francis Mourey, vainqueur du Tro Bro Leon en avril dernier sur ces mêmes routes, Jérémy Roy, Pierrick Fédrigo mais aussi Arnaud Démare. Il faudra aussi compter sur les coureurs des équipes AG2R La Mondiale, Cofidis, Sojasun ou Bretagne-Séché Environnement qui se présentent au départ avec des coureurs comme Samuel Dumoulin, Sébastien Minard, Adrien Petit, Jimmy Engoulvent, Jonathan Hivert, Arnaud Gérard ou encore Clément Koretzky. Enfin, il ne faudra pas oublier les jeunes coureurs que sont Florian Sénéchal, Julian Alaphilippe ou Tony Gallopin qui peuvent tous avoir leur carte à jouer sur ce Championnat de France 2013.

## Classement
|    | Coureur            | Équipe                       |    | Temps           |
| -- | ------------------ | ---------------------------- | -- | --------------- |
| 1  | Arthur Vichot      | FDJ                          | en | 6 h 04 min 42 s |
| 2  | Sylvain Chavanel   | Omega Pharma-Quick Step      | +  | 4 s             |
| 3  | Tony Gallopin      | RadioShack-Leopard           |    | 13 s            |
| 4  | Anthony Roux       | FDJ                          |    | 30 s            |
| 5  | Yoann Offredo      | FDJ                          |    | 36 s            |
| 6  | Matthieu Ladagnous | FDJ                          |    | 41 s            |
| 7  | Samuel Dumoulin    | AG2R La Mondiale             |    | 41 s            |
| 8  | Arnaud Gérard      | Bretagne-Séché Environnement |    | 41 s            |
| 9  | Anthony Geslin     | FDJ                          |    | 41 s            |
| 10 | Cyril Lemoine      | Sojasun                      |    | 41 s            |

## Liste des participants
| Légende | Légende                                                             | Légende | Légende                                          |
| ------- | ------------------------------------------------------------------- | ------- | ------------------------------------------------ |
| Num     | Dossard de départ porté par le coureur sur ce Championnat de France | Pos     | Position à l'arrivée de la course                |
| NP      | Indique un coureur qui n'a pas pris le départ de la course          | AB      | Indique un coureur qui n'a pas terminé la course |
| HD      | Indique un coureur qui a terminé la course hors des délais          |         |                                                  |

| FDJ | FDJ                      | FDJ |
| --- | ------------------------ | --- |
| Num | Coureur                  | Pos |
| 1   | Nacer Bouhanni (FRA)     | 33e |
| 2   | William Bonnet (FRA)     | 89e |
| 3   | Sandy Casar (FRA)        | 60e |
| 4   | Arnaud Courteille (FRA)  | 86e |
| 5   | Mickaël Delage (FRA)     |     |
| 6   | Arnaud Démare (FRA)      | 20e |
| 7   | Kenny Elissonde (FRA)    | AB  |
| 8   | Pierrick Fédrigo (FRA)   | 37e |
| 9   | Alexandre Geniez (FRA)   | 81e |
| 10  | Anthony Geslin (FRA)     | 9e  |
| 11  | Arnold Jeannesson (FRA)  | 15e |
| 12  | Matthieu Ladagnous (FRA) | 6e  |
| 13  | Johan Le Bon (FRA)       | AB  |
| 14  | Laurent Mangel (FRA)     | AB  |
| 15  | Francis Mourey (FRA)     | 96e |
| 16  | Yoann Offredo (FRA)      | 5e  |
| 17  | Laurent Pichon (FRA)     | 35e |
| 18  | Cédric Pineau (FRA)      | AB  |
| 19  | Thibaut Pinot (FRA)      | 38e |
| 20  | Anthony Roux (FRA)       | 4e  |
| 21  | Jérémy Roy (FRA)         | 40e |
| 22  | Geoffrey Soupe (FRA)     | 45e |
| 23  | Benoît Vaugrenard (FRA)  | 80e |
| 24  | Arthur Vichot (FRA)      | 1er |

| Sojasun SOJ | Sojasun SOJ              | Sojasun SOJ |
| ----------- | ------------------------ | ----------- |
| Num         | Coureur                  | Pos         |
| 25          | Maxime Daniel (FRA)      | AB          |
| 26          | Anthony Delaplace (FRA)  | 62e         |
| 27          | Julien El Fares (FRA)    | 54e         |
| 28          | Jimmy Engoulvent (FRA)   | 44e         |
| 29          | Brice Feillu (FRA)       | 97e         |
| 30          | Jérémie Galland (FRA)    | 28e         |
| 31          | Jonathan Hivert (FRA)    | AB          |
| 32          | Fabrice Jeandesboz (FRA) | 101e        |
| 33          | Christophe Laborie (FRA) | 55e         |
| 34          | David Le Lay (FRA)       | 53e         |
| 35          | Cyril Lemoine (FRA)      | 10e         |
| 36          | Jean-Marc Marino (FRA)   | 102e        |
| 37          | Rony Martias (FRA)       | 67e         |
| 38          | Maxime Méderel (FRA)     | 22e         |
| 39          | Jean-Lou Paiani (FRA)    | 18e         |
| 40          | Rémi Pauriol (FRA)       | 75e         |
| 41          | Paul Poux (FRA)          | 59e         |
| 42          | Fabien Schmidt (FRA)     |             |
| 43          | Julien Simon (FRA)       | 21e         |
| 44          | Yannick Talabardon (FRA) | 98e         |
| 45          | Étienne Tortelier (FRA)  | 99e         |
| 46          | Alexis Vuillermoz (FRA)  | 46e         |

| Europcar EUC | Europcar EUC              | Europcar EUC |
| ------------ | ------------------------- | ------------ |
| Num          | Coureur                   | Pos          |
| 47           | Giovanni Bernaudeau (FRA) | AB           |
| 48           | Franck Bouyer (FRA)       | 58e          |
| 49           | Anthony Charteau (FRA)    | AB           |
| 50           | Sébastien Chavanel (FRA)  | AB           |
| 51           | Bryan Coquard (FRA)*      | AB           |
| 52           | Jérôme Cousin (FRA)       | 106e         |
| 53           | Damien Gaudin (FRA)       | 65e          |
| 54           | Cyril Gautier (FRA)       | 32e          |
| 55           | Yohann Gène (FRA)         | 26e          |
| 56           | Tony Hurel (FRA)          | 105e         |
| 57           | Vincent Jérôme (FRA)      | 12e          |
| 58           | Christophe Kern (FRA)     | AB           |
| 59           | Morgan Lamoisson (FRA)    | AB           |
| 60           | Alexandre Pichot (FRA)    | 48e          |
| 61           | Perrig Quéméneur (FRA)    | 83e          |
| 62           | Kévin Réza (FRA)          | 107e         |
| 63           | Pierre Rolland (FRA)      | AB           |
| 64           | Angélo Tulik (FRA)        | 16e          |
| 65           | Sébastien Turgot (FRA)    | 36e          |
| 66           | Thomas Voeckler (FRA)     | 41e          |

| AG2R La Mondiale ALM | AG2R La Mondiale ALM         | AG2R La Mondiale ALM |
| -------------------- | ---------------------------- | -------------------- |
| Num                  | Coureur                      | Pos                  |
| 67                   | Maxime Bouet (FRA)           | 19e                  |
| 68                   | Jean-Christophe Péraud (FRA) | AB                   |
| 69                   | Christophe Riblon (FRA)      | 31e                  |
| 70                   | Romain Bardet (FRA)          | 34e                  |
| 71                   | Julien Bérard (FRA)          |                      |
| 72                   | Guillaume Bonnafond (FRA)    | AB                   |
| 73                   | Steve Chainel (FRA)          | 42e                  |
| 74                   | Mikaël Cherel (FRA)          | 57e                  |
| 75                   | Axel Domont (FRA)            | AB                   |
| 76                   | Samuel Dumoulin (FRA)        | 7e                   |
| 77                   | Hubert Dupont (FRA)          | AB                   |
| 78                   | John Gadret (FRA)            | 39e                  |
| 79                   | Blel Kadri (FRA)             | 43e                  |
| 80                   | Sébastien Minard (FRA)       | 25e                  |
| 81                   | Lloyd Mondory (FRA)          | AB                   |

| Bretagne-Séché Environnement BSE | Bretagne-Séché Environnement BSE | Bretagne-Séché Environnement BSE |
| -------------------------------- | -------------------------------- | -------------------------------- |
| Num                              | Coureur                          | Pos                              |
| 82                               | Jean-Marc Bideau (FRA)           | 88e                              |
| 83                               | Erwann Corbel (FRA)              | AB                               |
| 84                               | Jean-Luc Delpech (FRA)           | 47e                              |
| 85                               | Renaud Dion (FRA)                | 23e                              |
| 86                               | Sébastien Duret (FRA)            | AB                               |
| 87                               | Armindo Fonseca (FRA)            | 27e                              |
| 88                               | Arnaud Gérard (FRA)              | 8e                               |
| 89                               | Florian Guillou (FRA)            | 91e                              |
| 90                               | Benoît Jarrier (FRA)             | AB                               |
| 91                               | Clément Koretzky (FRA)           |                                  |
| 92                               | Benjamin Le Montagner (FRA)      | AB                               |
| 93                               | Geoffroy Lequatre (FRA)          | 24e                              |
| 94                               | Gaël Malacarne (FRA)             | 84e                              |
| 95                               | Pierre-Luc Périchon (FRA)        | AB                               |
| 96                               | Florian Vachon (FRA)             | 11e                              |

| Cofidis COF | Cofidis COF               | Cofidis COF |
| ----------- | ------------------------- | ----------- |
| Num         | Coureur                   | Pos         |
| 97          | Yoann Bagot (FRA)         | 100e        |
| 98          | Florent Barle (FRA)       | 78e         |
| 99          | Cyril Bessy (FRA)         | 76e         |
| 100         | Jérôme Coppel (FRA)       | 70e         |
| 101         | Nicolas Edet (FRA)        | 87e         |
| 102         | Julien Fouchard (FRA)     | AB          |
| 103         | Romain Hardy (FRA)        | AB          |
| 104         | Arnaud Labbe (FRA)        | 56e         |
| 105         | Romain Lemarchand (FRA)   |             |
| 106         | Christophe Le Mével (FRA) | 30e         |
| 107         | Guillaume Levarlet (FRA)  | 29e         |
| 108         | Rudy Molard (FRA)         | 104e        |
| 109         | Adrien Petit (FRA)        | 17e         |
| 110         | Stéphane Poulhiès (FRA)   | AB          |
| 111         | Tristan Valentin (FRA)    | 52e         |

| BigMat-Auber 93 BIG | BigMat-Auber 93 BIG       | BigMat-Auber 93 BIG |
| ------------------- | ------------------------- | ------------------- |
| Num                 | Coureur                   | Pos                 |
| 112                 | Romain Bacon (FRA)        | AB                  |
| 113                 | Fabien Bacquet (FRA)      | 50e                 |
| 114                 | Nicolas Bazin (FRA)       | AB                  |
| 115                 | Flavien Dassonville (FRA) | AB                  |
| 116                 | Benoît Drujon (FRA)       | AB                  |
| 117                 | Mathieu Drujon (FRA)      |                     |
| 118                 | Guillaume Faucon (FRA)    | AB                  |
| 119                 | Dimitri Le Boulch (FRA)   | 73e                 |
| 120                 | Stéphane Rossetto (FRA)   | 66e                 |
| 121                 | Steven Tronet (FRA)       | 61e                 |
| 122                 | Théo Vimpère (FRA)        | AB                  |

| Roubaix Lille Métropole RLM | Roubaix Lille Métropole RLM | Roubaix Lille Métropole RLM |
| --------------------------- | --------------------------- | --------------------------- |
| Num                         | Coureur                     | Pos                         |
| 123                         | Matthieu Boulo (FRA)        | 94e                         |
| 124                         | Loïc Desriac (FRA)          | 77e                         |
| 125                         | Julien Duval (FRA)          | AB                          |
| 126                         | Morgan Kneisky (FRA)        | AB                          |
| 127                         | Rudy Kowalski (FRA)         | AB                          |
| 128                         | Kévin Lalouette (FRA)       | AB                          |
| 129                         | Maxime Le Montagner (FRA)   | AB                          |
| 130                         | Cyrille Patoux (FRA)        | 79e                         |
| 131                         | Franck Vermeulen (FRA)      | AB                          |
| 132                         | Boris Zimine (FRA)          | AB                          |

| La Pomme Marseille LPM | La Pomme Marseille LPM   | La Pomme Marseille LPM |
| ---------------------- | ------------------------ | ---------------------- |
| Num                    | Coureur                  | Pos                    |
| 133                    | Julien Antomarchi (FRA)  | AB                     |
| 134                    | Benjamin Giraud (FRA)    | 90e                    |
| 135                    | Justin Jules (FRA)       | AB                     |
| 136                    | Antoine Lavieu (FRA)     | AB                     |
| 137                    | Yannick Martinez (FRA)   | 103e                   |
| 138                    | Thomas Rostollan (FRA)   | AB                     |
| 139                    | Grégoire Tarride (FRA)   | 92e                    |
| 140                    | Thomas Vaubourzeix (FRA) | AB                     |
| 141                    | Yoann Paillot (FRA)      |                        |

| Argos-Shimano ARG | Argos-Shimano ARG     | Argos-Shimano ARG |
| ----------------- | --------------------- | ----------------- |
| Num               | Coureur               | Pos               |
| 142               | Warren Barguil (FRA)  | 14e               |
| 143               | Thomas Damuseau (FRA) | 82e               |
| 144               | Yann Huguet (FRA)     | AB                |
| 145               | Thierry Hupond (FRA)  | AB                |
| 146               | Matthieu Sprick (FRA) |                   |

| Bridgestone Anchor BGT | Bridgestone Anchor BGT | Bridgestone Anchor BGT |
| ---------------------- | ---------------------- | ---------------------- |
| Num                    | Coureur                | Pos                    |
| 147                    | Thomas Lebas (FRA)     | 69e                    |
| 148                    | Damien Monier (FRA)    | AB                     |
| 149                    | Vincent Canard (FRA)   | AB                     |

| Colba-Superano Ham CMD | Colba-Superano Ham CMD | Colba-Superano Ham CMD |
| ---------------------- | ---------------------- | ---------------------- |
| Num                    | Coureur                | Pos                    |
| 150                    | Victor Fobert (FRA)    | AB                     |
| 151                    | Quentin Tanis (FRA)    | AB                     |
| 152                    | Denis Flahaut (FRA)    | AB                     |

| Omega Pharma-Quick Step OPQ | Omega Pharma-Quick Step OPQ | Omega Pharma-Quick Step OPQ |
| --------------------------- | --------------------------- | --------------------------- |
| Num                         | Coureur                     | Pos                         |
| 153                         | Sylvain Chavanel (FRA)      | 2e                          |
| 154                         | Jérôme Pineau (FRA)         | 13e                         |

| IAM | IAM                     | IAM |
| --- | ----------------------- | --- |
| Num | Coureur                 | Pos |
| 155 | Rémi Cusin (FRA)        | 63e |
| 156 | Sébastien Hinault (FRA) | 49e |

| Etixx-iHNed ETI | Etixx-iHNed ETI          | Etixx-iHNed ETI |
| --------------- | ------------------------ | --------------- |
| Num             | Coureur                  | Pos             |
| 157             | Florian Sénéchal (FRA)   | 72e             |
| 158             | Julian Alaphilippe (FRA) | 68e             |

| Atlas Personal-Jakroo ARH | Atlas Personal-Jakroo ARH | Atlas Personal-Jakroo ARH |
| ------------------------- | ------------------------- | ------------------------- |
| Num                       | Coureur                   | Pos                       |
| 159                       | Nicolas Baldo (FRA)       | 71e                       |
| 160                       | Mathieu Chiocca (FRA)     | AB                        |

| Raleigh RAL | Raleigh RAL           | Raleigh RAL |
| ----------- | --------------------- | ----------- |
| Num         | Coureur               | Pos         |
| 161         | Éric Berthou (FRA)    | AB          |
| 162         | Alexandre Blain (FRA) | 95e         |

| NSP-Ghost NSP | NSP-Ghost NSP      | NSP-Ghost NSP |
| ------------- | ------------------ | ------------- |
| Num           | Coureur            | Pos           |
| 163           | Léo Menville (FRA) | AB            |

| Vacansoleil-DCM VCD | Vacansoleil-DCM VCD | Vacansoleil-DCM VCD |
| ------------------- | ------------------- | ------------------- |
| Num                 | Coureur             | Pos                 |
| 164                 | Romain Feillu (FRA) | 51e                 |

| Telenet-Fidea TFC | Telenet-Fidea TFC     | Telenet-Fidea TFC |
| ----------------- | --------------------- | ----------------- |
| Num               | Coureur               | Pos               |
| 165               | Arnaud Jouffroy (FRA) | AB                |

| Euskaltel Euskadi EUS | Euskaltel Euskadi EUS | Euskaltel Euskadi EUS |
| --------------------- | --------------------- | --------------------- |
| Num                   | Coureur               | Pos                   |
| 166                   | Romain Sicard (FRA)   | 74e                   |

| Accent Jobs-Wanty AJW | Accent Jobs-Wanty AJW | Accent Jobs-Wanty AJW |
| --------------------- | --------------------- | --------------------- |
| Num                   | Coureur               | Pos                   |
| 167                   | Nicolas Vogondy (FRA) | 85e                   |

| Differdange-Losch CCD | Differdange-Losch CCD | Differdange-Losch CCD |
| --------------------- | --------------------- | --------------------- |
| Num                   | Coureur               | Pos                   |
| 168                   | César Bihel (FRA)     | 64e                   |

| BKCP-Powerplus BKP | BKCP-Powerplus BKP     | BKCP-Powerplus BKP |
| ------------------ | ---------------------- | ------------------ |
| Num                | Coureur                | Pos                |
| 169                | Quentin Jauregui (FRA) | 93e                |

| RadioShack-Leopard RLT | RadioShack-Leopard RLT | RadioShack-Leopard RLT |
| ---------------------- | ---------------------- | ---------------------- |
| Num                    | Coureur                | Pos                    |
| 170                    | Tony Gallopin (FRA)    | 3e                     |